# 不適
不适或不舒服（discomfort）是一种全身不快、欠安或缺乏健康的感觉，通常是感染或其他疾病的第一个症状。 。它可能是由免疫反應引起的，特別是細胞因子釋放。